# Алесандро дел Пјеро
Алесандро дел Пјеро (итал. Alessandro Del Piero; Конељано, 9. новембар 1974) бивши је италијански фудбалер. Играо је у нападу или као офанзивни везни играч.
Дел Пјера многи сматрају најбољим играчем своје генерације. Пеле га је на својој ФИФА 100 листи изабрао међу 125 најбољих фудбалера свих времена, а УЕФА га је уврстила на попис најбољих европских фудбалера у протеклих 50 година.
За италијанску репрезентацију је наступао 91 пута и постигао 27 голова. Од 1993. до 2012. године играо је у Јувентусу. Дел Пјеро је најбољи стрелац Јувентуса свих времена, укупно је постигао 290 голова на 705 наступа.
Учесник је Светских првенстава у фудбалу: 1998, 2002, 2006 и Европских првенстава у фудбалу, 1996, 2000, 2004 и 2008. 
Деј Пјеро је практично целу каријеру провео у Јувентусу, у којем држи рекорд у највећем броју наступа а такође је и најбољи стрелац клуба свих времена. Са Јувентусом је осам пута освајао Серију А, четири пута Суперкуп Италије, а по једанпут Куп Италије, Лигу шампиона, Суперкуп Европе, Интерконтинентални куп и Интертото куп. Дел Пјеро је такође освојио и Светско првенство 2006. са репрезентацијом Италије.

## Трофеји

### Јувентус
- Првенство Италије (8) : 1994/95, 1996/97, 1997/98, 2001/02, 2002/03, 2004/05, 2005/06, 2011/12.
- Серија Б (1) : 2006/07.
- Куп Италије (1) : 1994/95.
- Суперкуп Италије (4) : 1995, 1997, 2002, 2003.
- Лиги шампиона (1) : 1995/96.
- Лиги шампиона : финале 1996/97, 1997/98 и 2002/03.
- Суперкуп Европе (1) : 1996.
- Интерконтинентални куп (1) : 1996.
- Интертото куп (1) : 1999.
- УЕФА куп : финале 1994/95.